# Muralhas fernandinas do Porto

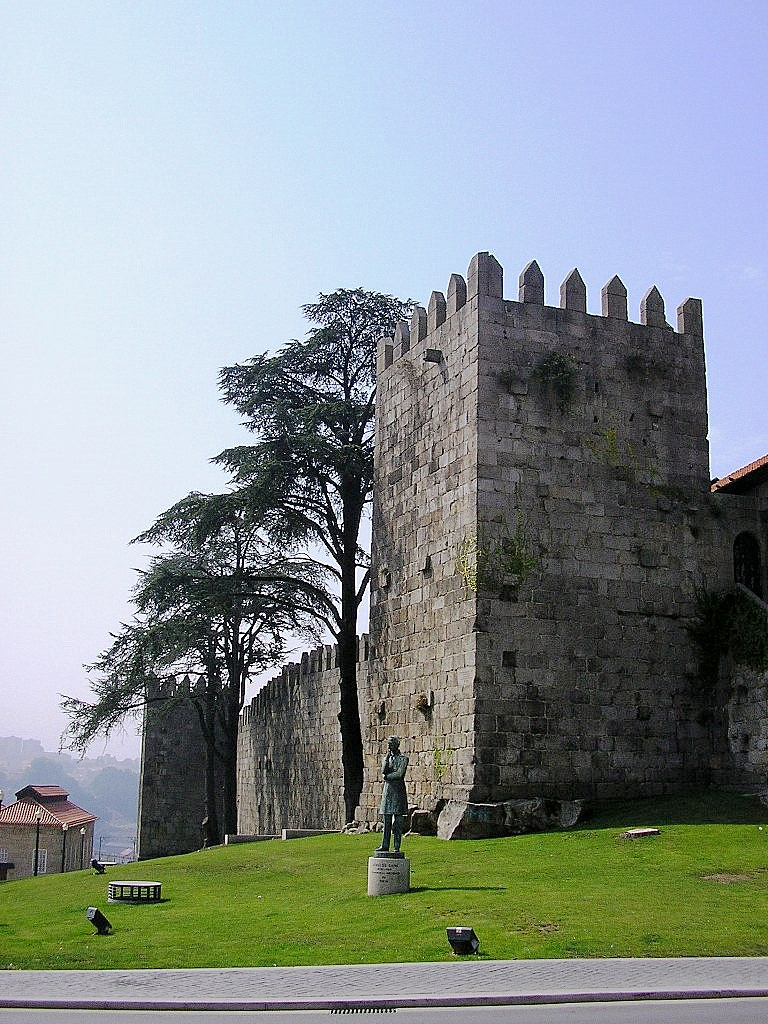
Muralhas Fernandinas: troço junto à antiga Porta do Sol.

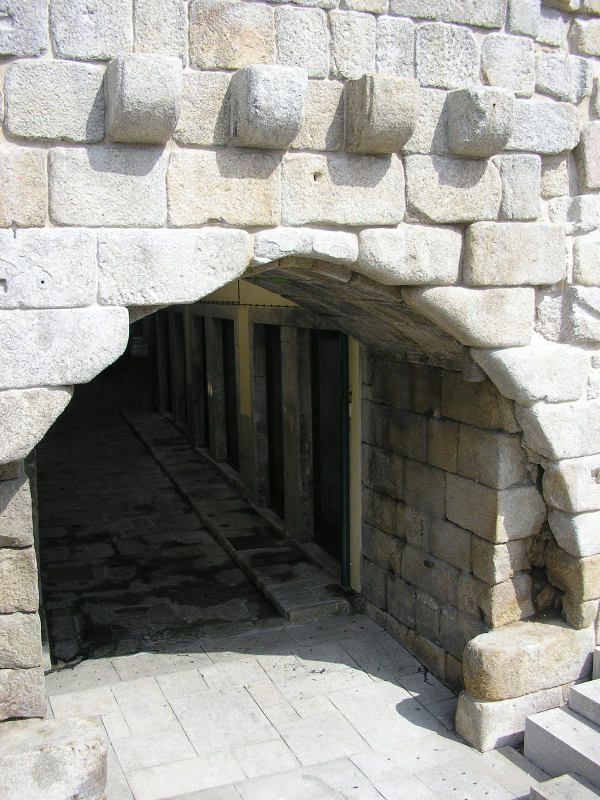
Muralhas Fernandinas: postigo do Carvão.

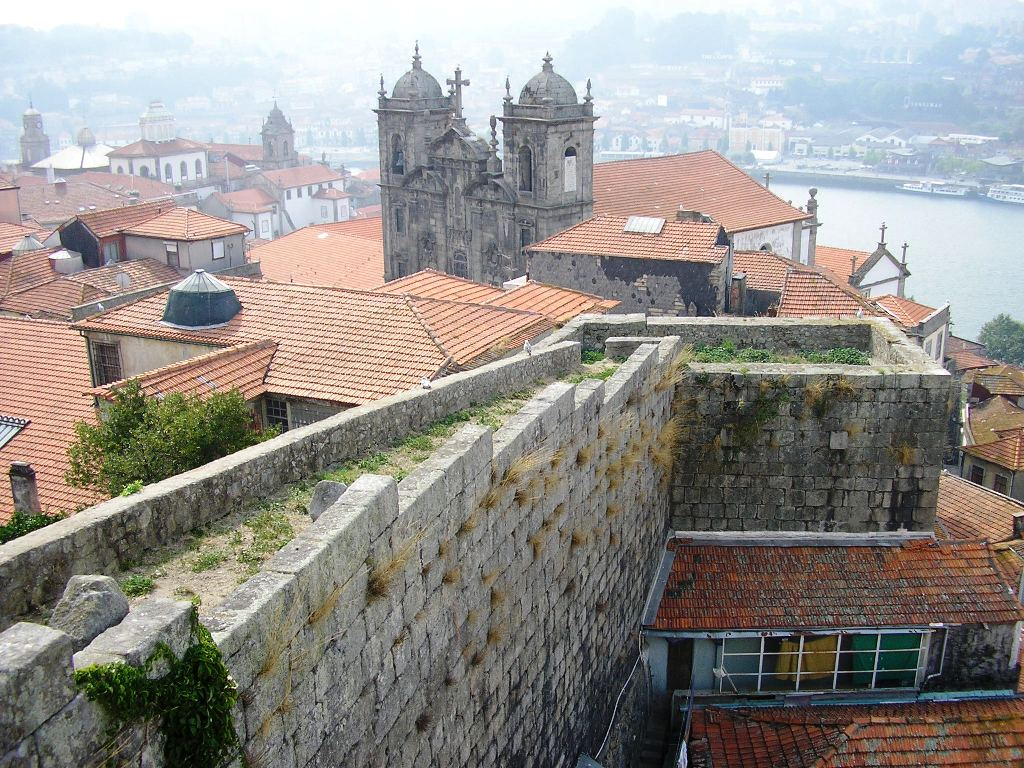
Muralhas Fernandinas: troço junto a Igreja de São João Novo.

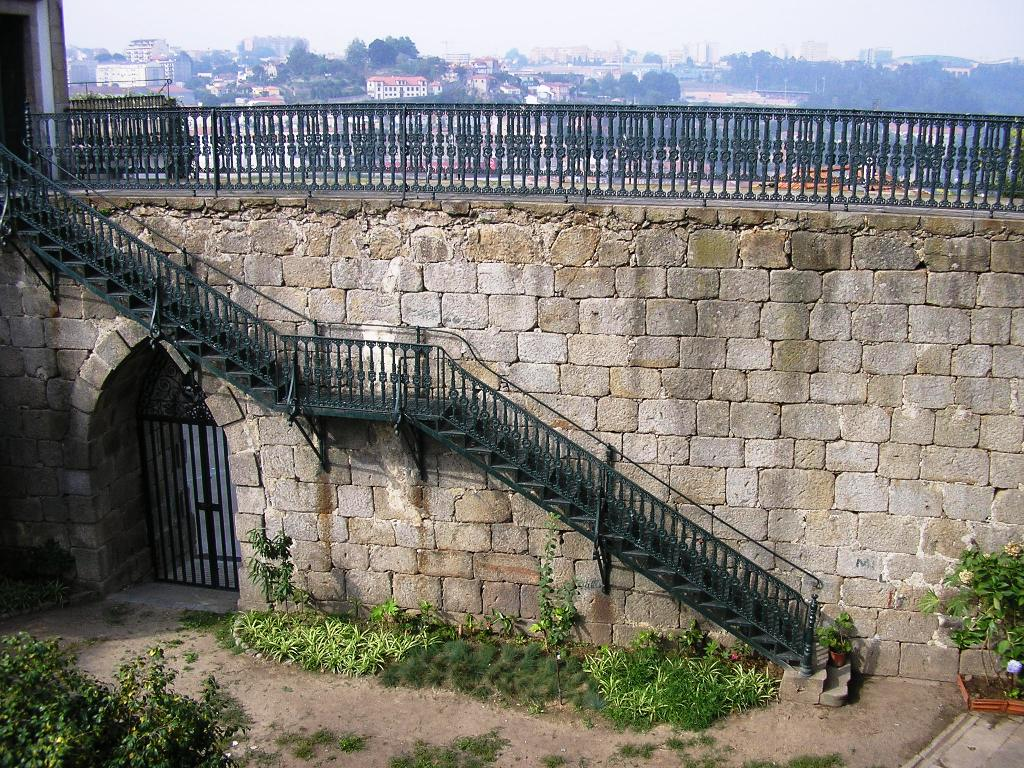
Muralhas Fernandinas: troço nos jardins do Antigo Clube Inglês.

Muralhas Fernandinas: portas e postigos em meados do século XV.

Muralhas Fernandinas é o nome pela qual ficou conhecida a cintura medieval de muralhas do Porto, em Portugal, da qual somente pequenas partes sobreviveram até aos nossos dias.
Cerca nova e muralha gótica são outras designações que se aplicam às muralhas fernandinas mas que, apesar de cientificamente mais correctas, são menos correntes.

## História
Durante o século XIV, o Porto teve uma grande expansão urbana para fora do seu núcleo inicial do morro da Pena Ventosa, em torno da sé, protegido pela Cerca Velha, construída em cima do muro original romano. Este surto de povoamento foi particularmente notável na margem ribeirinha do Douro, reflectindo a crescente importância das atividades comerciais e marítimas.
A cidade sente, assim, necessidade de um espaço amuralhado mais vasto que o da Cerca Velha. Os primeiros a apresentarem essa reivindicação foram burgueses com casas e negócios extramuros e portanto menos protegidos.
Em meados desse século, ainda no tempo de D. Afonso IV, começou a ser construída uma nova cintura de muralhas que ficou praticamente concluída por volta de 1370. O facto de a obra só ter sido concluída no reinado de D. Fernando, explica o facto de ser correntemente designada por "Muralha Fernandina".
Passada a sua importância militar, as muralhas começaram a ser progressivamente demolidas a partir da segunda metade do século XVIII para dar lugar a novos arruamentos, praças e edifícios. A maioria da muralha foi demolida já em finais do século XIX. Os troços sobreviventes das Muralhas Fernandinas foram classificados como "monumentos nacionais" em 1926.

## Traçado
Este muro, de traçado geométrico e uma altura de 30 pés (9 m), de alto porte e grande robustez, era recortado de ameias salientes, tendo vários cubelos e torres elevadas e ainda numerosas portas e postigos (dezassete, no total). Com um perímetro de cerca de 3.000 passos (2.600 m), limitava uma área de 44,5 hectares.
O seu traçado seguia pela margem ribeirinha do Douro até ao limite com Miragaia, subia pelo Caminho Novo e São João Novo até ao cimo do Morro do Olival; depois tomava a direcção leste passando junto às hortas do bispo e do cabido e continuava para Cimo de Vila; a seguir contornava os morros da Cividade e da Sé por nascente e descia pela escarpa dos Guindais até à Ribeira, próximo da saída do tabuleiro inferior da actual Ponte Luís I.

## Portas e postigos
Começando pela Porta Nova ou Nobre que dava saída para Miragaia, junto ao rio Douro, as portas e postigos eram os seguintes (no sentido contrário ao dos ponteiros do relógio):
1. Porta Nova ou Nobre (inicialmente de Miragaia)
2. Postigo dos Banhos
3. Postigo da Lingueta
4. Postigo da Alfândega ou do Terreirinho
5. Postigo do Carvão (o único que sobreviveu até hoje)
6. Porta da Ribeira
7. Postigo do Pelourinho
8. Postigo da Forca
9. Postigo da Madeira
10. Postigo da Lada ou da Areia
11. Porta do Sol (inicialmente Postigo do Carvalho do Monte ou do Penedo)
12. Porta do Cimo de Vila
13. Porta de Carros (inicialmente apenas postigo)
14. Porta de Santo Elói (inicialmente Postigo do Vimial)
15. Porta do Olival
16. Porta das Virtudes (inicialmente apenas postigo)
17. Postigo de São João Novo ou da Esperança